# Ufuk Ceylan
Ufuk Ceylan (İzmir, 23 juni 1986) is een Turks voormalig doelman in het betaald voetbal. Hij verruilde in juli 2014 Galatasaray voor Istanbul Başakşehir. Bij beide clubs vervuilde hij een rol als reservedoelman in de Süper Lig; bij Başakşehir krijgt hij speeltijd in het nationale bekertoernooi en (de voorronde van) de UEFA Europa League.
Ceylan debuteerde in 2004 in Turkije –18, waarvoor hij 22 wedstrijden speelde. Hij speelde veertien wedstrijden in het Turks voetbalelftal onder 21.